# Psilochorus apicalis
Psilochorus apicalis är en spindelart som beskrevs av Banks 1921. Psilochorus apicalis ingår i släktet Psilochorus och familjen dallerspindlar. Inga underarter finns listade i Catalogue of Life.